# Њу Џерзи девилси
Њу Џерзи девилси (енгл. New Jersey Devils) су амерички хокејашки клуб из Њуарка. Клуб утакмице као домаћин игра у Пруденшал центру капацитета 17.625 места. Такмиче се у Националној хокејашкој лиги (НХЛ).
Клуб се такмичи у Метрополитен дивизији Источне конференције. Боје клуба су црна, црвена и бела.

## Историја
Основани су 1974. и три пута су мењали град и име. Прво су се звали Канзас Сити скаутси. Године 1976. селе се у Денвер и мењају име у Колорадо рокиз, а клуб је данашње име добио 1982. пресељењем у Њу Џерзи.
Девилси су освојили три Стенли купа.
Први Стенли куп освојен је 1995. У финалу су побеђени Детроит ред вингси са 4:0 у победама. Друга титула је освојена 2000. када су побеђени Далас старси са 4:2. Три године касније освојена је трећа титула. После седам мечева, Девилси су били бољи од Анахајм мајти дакса.
Пет пута су били први у Источној конференцији.

## Дворана
Пруденшал центар (енгл. Prudential Center) је вишенаменска спортска дворана у Њуарку, држава Њу Џерзи. Капацитет дворане за хокеј је 17.625 места
Изградња дворане је почела 3. октобра 2005. године, а хала је завршена 25. октобра 2007. године.
Први спортски догађај у овој дворани одржан је 27. октобра 2007, када је одиграна хокејашка утакмица између домаћих Њу Џерзи девилса и Отава сенаторса.

## Трофеји
- Национална хокејашка лига (НХЛ):
  - Првак (3) : 1994/95, 1999/00, 2002/03
- Источна конференција:
  - Првак (5) : 1994/95, 1999/00, 2000/01, 2002/03, 2011/12
- Атлантска дивизија:
  - Првак (9) : 1996/97, 1997/98, 1998/99, 2000/01, 2002/03, 2005/06, 2006/07, 2008/09, 2009/10

## Повучени бројеви играча
| Повучени бројеви играча Њу Џерзи девилса |                 |          |           |                   |
| Број                                     | Играч           | Позиција | Каријера  | Датум повлачења   |
| 3                                        | Кен Данејко     | О        | 1983-2003 | 24. март 2006     |
| 4                                        | Скот Стивенс    | О        | 1991-2005 | 3. фебруар 2006   |
| 26                                       | Патрик Елијаш   | Н        | 1994-2016 | 24. фебруар 2018  |
| 27                                       | Скот Нидермајер | О        | 1991-2004 | 16. децембар 2011 |
| 30                                       | Мартин Бродур   | Г        | 1990-2014 | 9. фебруар 2016   |